# ビー・バップ・ハイスクール 高校与太郎狂騒曲
『ビー・バップ・ハイスクール 高校与太郎狂騒曲』は、きうちかずひろの漫画『ビー・バップ・ハイスクール』を原作とした1987年12月12日公開の日本映画。シリーズ第4作。東映本番線の1988年お正月映画として公開された。東映洋画系は仲村トオルも出演する『あぶない刑事劇場版』第一作。

## ストーリー
愛徳高校に通うヒロシ（清水宏次朗）とトオル（仲村トオル）は、以前に問題を起こして停学処分を食らい、1週間後に停学が解け久しぶりに登校すると、教室には強面の鬼教師・戸塚（大地康雄）が待っていた。
ある日の午後、2人は街をぶらぶらしているとデパートの屋上で中学生のマサオ（坂田崇悟）から喧嘩の助っ人を頼まれた。はじめは面倒臭そうな態度をとるトオルとヒロシだったが、お礼は連れの女子中学生3人の百合（少女隊レイコ）・エミ（少女隊ミホ）・里子（少女隊トモ）の乳と聞いて目の色を変える2人。そこに立花商業高校番長の菊永（石井博泰）と取り巻きのミノル（土岐光明）、北高校番長の前川（小沢仁志）も参戦し、各校番長クラスが勢揃いした事で結果は圧勝。約束通りにヒロシたちは3人の女子中学生の胸に飛び込むが、待っていたのは彼女たちからの股間へのケリであり、猛烈な痛みに声を上げる男たち。
ある日、トオルはかつての同級生である水崎（福井秀明）のペンフレンドの女性を紹介してもらい、後日水崎の彼女とダブルデートする事になったが、ツッパリではマズいのでマジメ学生に変身して出掛ける。だが、彼女と遊園地に行くと、そこに待ち受けていたのは嫉妬に狂った相方のヒロシと、トオルにぞっこんの女子中学生・翔子（五十嵐いづみ）、舎弟軍団であるツッパリたちの邪魔が入り、結局その日のデートは滅茶苦茶になってしまう。一方で自分だけが何故モテないのか悩んでいたヒロシだったが、ある日美人女子大生のまゆみ（柏原芳恵）と知り合い、付き合う事となった。まゆみは男と別れたばかりだった。「自分を好きにして」と誘ってくるまゆみだったが、いざとなるとヒロシは何も出来なかった。そこに城東工業高校を退学になった柴田（小椋正）と西（永田博康）が絡んできたが、まゆみの前では手も出せずボコボコにやられた。後日、ヒロシはトオルと共に柴田たちを叩きのめした。ある日の放課後、ヒロシはまゆみのマンションを訪ねる。部屋でいい雰囲気になってきたところでヒロシは缶ビールを買いに外へ出たところ、マンション前の道路を横切ろうとしたところへ走ってきたトラックに跳ねられ病院へ搬送される。左足を骨折してギブスを巻かれたヒロシはまたまゆみのマンションへ戻ろうとするが、まゆみとは連絡が取れず、トオルらに「柴田にやられた」と嘘をついて車を回してもらい一度は自宅へ戻るも、そこからギブスの足を引きずりながら自力でまゆみのマンションへ向かうが、途中で力尽きて失神し、再び病院へ運ばれそのまま入院する羽目となる。それを聞いたトオルは「何て奴だ！」と怒り柴田らに八つ当たりしようとするが、逆にスナックに連れ込まれボコボコにされた上で拉致されそうになった。翔子の機転で何とかトオルは解放されたが、柴田らは入院中のヒロシを病院から連れ出し拉致。トオルはヒロシを助けるために出掛けて行くが、ヒロシは丘の上で車椅子のまま縛られ柴田ら数人から暴行を受けていた。「相方を助けたかったらオカマの格好して来て土下座しろ」と言われ、一度街に戻ったトオルはちんどん屋から奪った戦国武将の衣装を身に着け、馬に乗って再び柴田たちの前に現れると、これまでの怒りをぶつけるかの如く暴れまくり、そこに舎弟たちも駆けつけ大乱闘の末に柴田や西とその仲間たちを1人残らず撃退したのであった。
原作収録エピソード
3、7〜9巻参考
- 1 喧嘩人生前途多難(9巻)
- 2 即席紳士男女交際術(9巻)
- 3 留年生(ダブリ)退学決意編(3巻)
- 4 高校与太郎協奏曲(コンチェルト)(7巻)&高校与太郎怨歌(8巻)
- 5 哀愁野郎恋愛伝説(7巻)

## キャスト

### 愛徳高校
- 中間徹（2年F組） - 仲村トオル
- 加藤浩志（2年F組） - 清水宏次朗
- 三原山順子（3年） - 宮崎萬純
- 兼子信雄（2年F組） - 古川勉
- 横浜銀一（2年F組） - 八巻保幸
- 赤城山忠治（2年F組） - 小林啓志
- 大前均太郎（1年） - 上野隆彦
- 黒田晋平（1年、シンペー） - 岡田東二
- 川端純（1年、ジュン） - 百々英二
- 水崎雅裕（3年） - 福井秀明
- 城戸健二（3年、ケン坊） - 前田裕二郎
- 戸塚先生（数学教師） - 大地康雄

### 北高校
- 前川新吾 - 小沢仁志

### 城東工業高校退学組
- 柴田 - 小椋正
- 西（スナック「百草」ボーイ） - 永田博康

### 立花商業高校
- 菊永淳一 - 石井博泰
- 郷 ミノル - 土岐光明

### 中学生
- 如月翔子（五中の鬼姫） - 五十嵐いづみ
- 里子 - 少女隊・トモ
- 百合 - 少女隊・レイコ
- エミ - 少女隊・ミホ

### その他
- 浅野まゆみ（マドンナ役の美術大学油絵科2年、Be-1[9]に乗っている） - 柏原芳恵
- 本町警察署 防犯課少年係 刑事 鬼島 - 地井武男
- 宣美 - 一条寺美奈
- 智香子 - 高橋理絵
- 銀星会元村組組長 元村 - 志賀勝
- A-Cha（山口由子、木村由美子、鈴木亜希）
- 那須正成
- 福田健利
- 川本賢哲
- 林美樹
- 浜口竜哉
- 坂田崇悟
- 増山進
- 佐々木卓也
- 柳沼義孝
- 増山勝一
- 保坂和成
- 御園生智実
- アルサー
- 柄沢次郎
- 浦田賢一
- 小川亜佐美
- 志水季里子[1][3]

## スタッフ
- 監督 - 那須博之
- プロデューサー - 黒澤満、紫垣達郎
- 原作 - きうちかずひろ（講談社版）
- 脚本 - 那須真知子
- 撮影 - 森勝
- 照明 - 野口素胖
- 録音 - 橋本文雄
- 美術 - 和田洋
- 編集 - 山田真司
- キャスティング：飯塚滋
- 助監督 - 祭主恭嗣
- 製作担当：望月政雄、鎌田賢一
- 音楽 - 埜邑紀見男
- 音楽プロデューサー - 高桑忠男、石川光
- 主題歌
  - 仲村トオル「It's All Right」（コロムビアレコード）
  - 仲村トオル「Young Blood」（コロムビアレコード）
  - 清水宏次朗「Love Balladeは歌えない」（ワーナーパイオニア）
- 音響効果：伊藤進一
- 選曲：竹田康宏
- リーレコ：杉本潤
- スチール - 久井田誠
- ネガ編集：堀口正則
- 記録：鈴木さとみ
- 装飾：板村一彦、大光寺康、谷口保、葛井泰介
- 装置：斉藤和弘
- 特機：城田幸夫、奥田悟
- 技闘 - 臼木基晴（倉田アクションクラブ）
- 操演：白熊栄次
- 馬術指導：井上秀一
- 絵画：到津伸子
- 楽器提供：ヨコハマ・セーラースタジオ
- スチール：久井田誠
- スタイリスト：源武美
- メイク：杵渕陽子、立川須美子
- 特殊メイク：原口智生
- 衣裳：越智雅之
- 演技事務：河合啓一
- 製作進行：大澤茂樹、工藤圭一朗
- 録音：にっかつスタジオセンター
- 衣裳：第一衣裳
- 特機：エヌ・ケイ
- 特機器材：日本映機
- 車輌：スキルワーク
- 現像：東映化学
- 衣裳協力：YAHVAN D.C. / K.HOUSE INC / BASICO / PAO / ST.TOROSA. / P.B.C. COMPANY
- 撮影協力：清水駅前銀座商店会、静岡鉄道株式会社、清水厚生病院、向ヶ丘遊園、46BLUFF、丸井新宿店インテリア館、にっかつ芸術学院
- 製作協力：セントラル・アーツ[1][3]

## 製作
冒頭タイトルロール前に「七夕野郎とは 女にかまかけている男という意味であり それが転じて 女にうつつを抜かし 男との大事な事を忘れるマヌケを言う」とテロップが出て、劇中も"七夕野郎"というフレーズがセリフの一部として10回程度使われる本作のキーワード。『シティロード』は"七夕野郎"を色ボケ男と説明している。"七夕野郎"という言葉が当時の不良に使用されていたかは分からない。

### キャステング
トモ加入時の少女隊が中学生役で出演。喧嘩の助っ人のお礼にヒロシとトオルに乳を差し出す（ナ〇させる）という凄い設定。80年代のトップアイドルの一人・柏原芳恵がヒロインとして美大生役で出演。持ち味である妙なエロさを画面いっぱいに漂わせる。柏原はヒロシ（清水宏次朗）に好意を持つかのような役を演じるが、実際は一二作目のヒロイン・中山美穂同様、不良を嫌っていたという。

### 撮影
『シティロード』は、アクションは相変わらず過激だが、いつもの高瀬道場でないので少しニュアンスが異なると解説している。高所恐怖症の清水宏次朗にとって、シリーズを通じて一番撮影がエグかったのは、本作のクライマックスで、ボタ山のてっぺんから車イスに縛られたまま、柴田グループに突き落とされるシーンだったという。特効から「いざとなったらパッと紐が取れるようにしとくから」と体を紐で軽く縛ると伝えられたのに、本番ではがんじがらめで首しか動かせない状態。崖もかなり急でそこから突き落とされ、もはや拷問。ボタ山のため前輪が埋まり、バランスを取るのが難しく、何度も引っくり返り、3度目で肩を脱臼。救急車で緊急搬送され、病院で肩を入れてもらい、撮影に復帰するもすぐにまた脱臼。清水は「『ビー・バップ』の撮影は本当に悲惨。いつ死んでもおかしくないぐらいの現場だった。他の現場はみんな優しい監督ばかりでしたね（笑）。一回、他の監督の撮影で火だるまになったときもありましたけど『ビー・バップ』での無茶な撮影に比べたら、たかが知れてんなって感じでしたよ」などと述べている。土岐と永田は「スタントマンを雇う金をケチってる」「道路使用許可なんて一回も取ったことはないんじゃないか、警察が来たらすぐ撤収」という撮影だったと証言している。「キツイ部活ほど大人になってからいい思い出になるのと一緒で、それに近いものがある。もう一回やれって言われたらもう絶対にやらない。でも今振り返ってみたら出てよかったと思う。それは那須監督に感謝している」と話している。
清水は車イスシーンに続く危険な撮影が、10分過ぎに女子中学生役の少女隊にトオルや菊永とともに蹴り飛ばされ、牛のアドバルーンにぶらさがるシーンと話し、命綱であるワイヤーは、特効が1本で3トンは耐えられると言い張り、清水「絶対に切れないよな?」 特効「大丈夫、大丈夫」 清水「もう一回聞くぞ、絶対に切れないよな！」 特効「大丈夫！切れないから！」などとやり取りがあり、念入りに確認したにもかかわらず、撮影が終わって吊るされたまま降りてきた時に地面まであと30cmというところで清水のワイヤーだけがプチンと切れたため激怒、「てめえ、この野郎！」と特効を追いかけ回したという。
養豚トラックに轢かれそうになり、ぶただらけのトラック荷台に放り込まれる小沢仁志は「豚のふんまみれになったよ。たまたまお父さん（黒澤満プロデューサー）が現場に来ていて『小沢、お前な、これはイイことなんだぞ』って言うから『何が?』って聞いたら『岩城滉一も前にふんまみれになった（『俺達に墓はない』）。それで、あいつもスターに上がっていったんだぞ』って言われたけど、説得力ねえよ（笑）」などと述べている。
愛徳コンビが対決した城東退学組である柴田を演じた小椋正は、菊永役の石井博泰と当時働いていた会社で知り合って石井の推挙もあってオーディションに応募した。最終選考まで残った時に那須監督から「歯が抜けるか？」と訊ねられ、「仕方がないか」と諦め半分の気持ちで「大丈夫ですよ」と答えたが、彼を気遣った原作者のきうちかずひろや他のスタッフたちが反対した事により、特殊メイクの入れ歯を作ってもらって事なきを得た。脚本の那須真知子は「小椋君は横浜の不良だった」と述べている。清水・仲村以外で唯一、シリーズ全作に3つの役柄で出演する土岐光明は、「出演者の九分九厘は本物の不良です」と述べている。新人が入って来ると土岐たち先輩に名刺を差し出し、たいていそこには暴走族の名前が入っていて「自分は特攻隊しております！！」などと挨拶し、「押忍！一発やらしてもらえますか?」といって待ち時間に喧嘩が始まることが多かったという。土岐は3秒で相手を倒すほど強かったという。
同じく城東退学組である柴田の相棒・西を演じた永田博康は板前をしながら、『恐怖のヤッちゃん』（1987年）に出演し、これを那須博之監督が映画館で観て気に入り、永田が住んでいた大阪までスカウトに行って出演を口説いた。当時、仲村トオルの主演映画『新宿純愛物語』の併映で『恐怖のヤッちゃん』の注目度が高まり、永田自身もインタビューを受けることになったが「仲村トオルと写真を撮らせてくれるなら」という条件で引き受けるも仲村の取材が押して、時間になってもなかなか来ることができず、スタッフが気を利かして『新宿純愛物語』の監督である那須監督と話をさせるもイライラしていた永田が『ビー・バップ』のダメ出しを延々と語ってしまい、後日那須監督から直々にオファーがあり、西役に抜擢され、西役には7,000～8,000人の希望者がいたがオーディションに参加せずに異例の抜擢となった。
撮影終了後の舞台挨拶で永田と小椋が登場すると、清水・仲村についた女性ファンから「ギャー！！」と悲鳴、ブーイングが酷く、永田と小椋は落ち込んでいた。それで打ち上げパーティのときに永田と小椋が飲んだ勢いで、脚本の那須真知子に「このまま悪役のままで終わって、トオルさん、宏次朗さんのファンからブーブー言われて悲しいですよね」と愚痴った。その一件があり、二–三週間後に「五作目も引き続き出演してもらう」とオファーが来て、那須真知子から「同じ役柄だけど、今度はヒロシ・トオルの仲間になるから」といわれた。那須真知子はこの一件の影響かは分からないが、小椋と永田の二人を気に入り、那須監督に「一作だけの出演では惜しい。今度は仲間にしよう」と進言し、第五作で仲間にしたと『映画秘宝』のインタビューで話している。永田はこの後、旅館を経営したが、永田は那須夫妻に強い恩義を感じ、那須監督が亡くなった後も那須家に毎年、お中元とお歳暮を送り続けているという。
クライマックスで、トオル（仲村トオル）が馬に乗って駆け下りるシーンで、2.3秒アニメーションになる。不良が駆るのが馬?という唐突な登場は、東映時代劇か、東映まんがまつりを思わすシーン。当初は仲村も自ら乗馬が可能と判断したが、那須監督が「今のアニメの技術は凄い。実際にやらなくても凄い画になる」と自信満々に答えたことから任せたところ、完成された作品は仲村の想像を遥かに超えたものになっていた。仲村は「やっぱり、那須さんの想像力に常人が付いていくことは不可能です(笑)」と答えている。同じく柴田役の小椋正も最も印象に残っているシーンでこの場面を挙げており、撮影では那須監督から「あの山のてっぺんから、トオルが馬に乗って飛んでくる。柴田一派はあの方向を見ながら仰天して倒れてくれ！」と言われ、よくわからないまま、監督の演出どおりに演じた後、完成品として試写室であのシーンを観て、みんな「……」というリアクションだったのに、那須監督だけがどういうわけかガッツポーズしていたと語っている。永田は馬に追いかけられて馬に踏まれたと話している。

### 撮影記録
- 1987年秋撮影[7]。永田は撮影は2ヵ月ぐらいあったと話している[19]。小椋の撮影初日はクライマックスで決闘場所へ向かう道路公団の黄色いトラックの荷台に仲村と乗り込み、タバコを切らした仲村に小椋が浅田飴を差し出すシーン[25]。1987年11月8日、神奈川県立横浜立野高等学校で2度目のロケ[7]。1987年11月9日–13日、静岡県静岡市（旧清水市・現清水区）[7]。11月9日、 清水秋葉神社の境内にコーマンズ[6][12]勢揃いのシーン[12][26][27]。郷ミノル役の土岐光明と西役の永田博康が初対面し、2人で1時間"ガンのたれあい"を行う[12]。永田は『恐怖のヤッちゃん』で東映京都撮影所のスタッフから、同じ東映京都で撮影した「『極道の妻たち』に出ている土岐は極悪だからシメてこい」とけしかけられていた[12]。しかしこの極悪人は別の役者と判明し、この後一番仲良しになり、永田が新婚の土岐夫妻の家に一緒に住んだり、以降30年以上付き合いが続いているという[12]。同じ日、ヒロシ（清水宏次朗）が入院する病院関係のシーンを夜中の1時まで撮影[7]。特にヒロシが病院を抜けて浅野まゆみ（柏原芳恵）に会いに行くシーンとそれをトオルが追うシーンは雨を降らせてリテイクを繰り返した[7]。11月10日、清水日の出町旧水産試験場（貿易会館）を本町警察署に作り直して、ヒロシ・トオル、鬼島（地井武男）、元村（志賀勝）、如月翔子（五十嵐いづみ）参加のロケ[7]。11月11日、清水港近くの岸壁で、ヒロシ、トオル、菊永が牛のアドバルーンに吊るされるシーン[7]。この日、少女隊が初参加[7]。清水は恐怖におののいたが、周りのギャラリーは大爆笑[7]。11月15日、午前中は撮り残しのあった東京吉祥寺で喫茶店のシーンを撮影[7]。ヒロシが交通事故に遭う交差点も吉祥寺[28]。午後からは日活撮影所で、トオルに蹴られて戸塚先生（大地康雄）が吹っ飛ぶワイヤーアクションを撮影[6][14]。11月16日、向ヶ丘遊園で2度目の撮影後、明け方4時までアフレコ[14]。シリーズはほぼオールアフレコと見られ、朝から翌日の朝までアフレコをやっていたという[15]。11月17日、東京都立川市の自動車ショールーム跡地で、ヒロシ・トオルと柴田グループとの乱闘シーン[14]。11月18日–21日、ラストの柴田グループとの乱闘シーンを茨城県高萩市の炭鉱跡で撮影[14]。芸能人が初めて来たと大騒ぎになり、小学生から高校生までの女子が9割と、晴れ舞台の如く、当時は都会ではもう見られなくなっていたシャコタンで駆け付けた地元のツッパリが連日押し寄せ、撮影に難航[14]。スタッフはギャラリーの整理に追われた[14]。18日は先述のボタ山のてっぺんから車イスに縛られた清水が突き落とされるシーンの撮影[14]。馬を駆る仲村は乗馬クラブに4日間、トータル15時間程度で馬を乗りこなした[14]。スタッフ・キャストはここから車で約40分の日立多賀ホテルに宿泊[14]。ここにもファンが大勢押し寄せ、仲村と清水は外出できず[14]。11月22日、立川の自動車ショールーム跡地で2度目のロケ[14]。11月24日、スナック「百草」設定の店は[22]、実際に静岡（清水）の飲み屋で撮影[19][25]。柴田グループに仲村と五十嵐が壁を突き破って、海に投げ込まれるシーンを撮ってクランクアップと書かれた文献もあるが[14]、永田と小椋は三保の松原で、永田と小椋が清水と柏原に絡み、永田と小椋が清水をボコるシーンでクランクアップと話している[19]。この日、那須監督は風邪をこじらし38–39度の熱があったが、恨みが山積していた清水たちは図って那須を海に突き落とした[15]。

## 興行
三作目まで10億円以上を稼ぐ大人気シリーズではあったが、東映の営業サイドに「そろそろ危ない」という意見が出たため、第一作を除いて、二作目、三作目の併映作が「どちらかといえばもう一本あるわ」だったが、五分五分ぐらいになるようにと大人気アイドルの南野陽子の主演映画と組ませた。この年の東映はヒットすればシリーズ化を予定していた『湘南爆走族』/『本場ぢょしこうマニュアル 初恋微熱篇』、『シャコタン☆ブギ』/『名門!多古西応援団』がコケて、高岩淡東映専務も「ビー・バップ・ハイスクールシリーズが当たっているのはたまたま」、鈴木常承営業部長が「『はいからさんが通る』をつけて（配収）10億円越さなかったら『ビー・バップ・ハイスクール』もおしまいです」と発言するなど、ヤング番組に対する興行不安があった。

## 興行成績
当時はビデオによるヤング層の映画離れや、ビデオ化も早まり、再上映しても客が来ないといった、映画興行にとっては厳しい時代であったが、配収12億5,000万円と1988年度の邦画配収ランキングで6位に当たる大ヒットになった。高岩専務は「『はいからさんが通る』は東京撮影所の植田泰治君が頑張ってくれたし、『ビー・バップ・ハイスクール』は黒澤満プロデューサーが、テレビやマンガからの流れで作ったものですし、どちらも東映本体の力で稼いだ作品じゃないですから、私としては実に心苦しい限りです（笑）」などと述べている。

## ビデオ
1988年に発売されたビデオも45,009本を売り上げた。本作のビデオ価格は不明だが、当時のビデオは15,000円ぐらいしたため、ビデオ売上げだけでも6億円程度あったものと見られる。

## 同時上映
『はいからさんが通る』
- 監督 - 佐藤雅道
- 主演 - 南野陽子
- 出演 - 阿部寛、田中健、柳沢慎吾、松原千明、野際陽子、本田博太郎、河原崎長一郎』、丹波哲郎

## ネット配信
- 東映シアターオンライン（YouTube）：2024年8月9日21:00（JST） - 2024年8月23日20:59（JST）